# Silny skrzydłowy

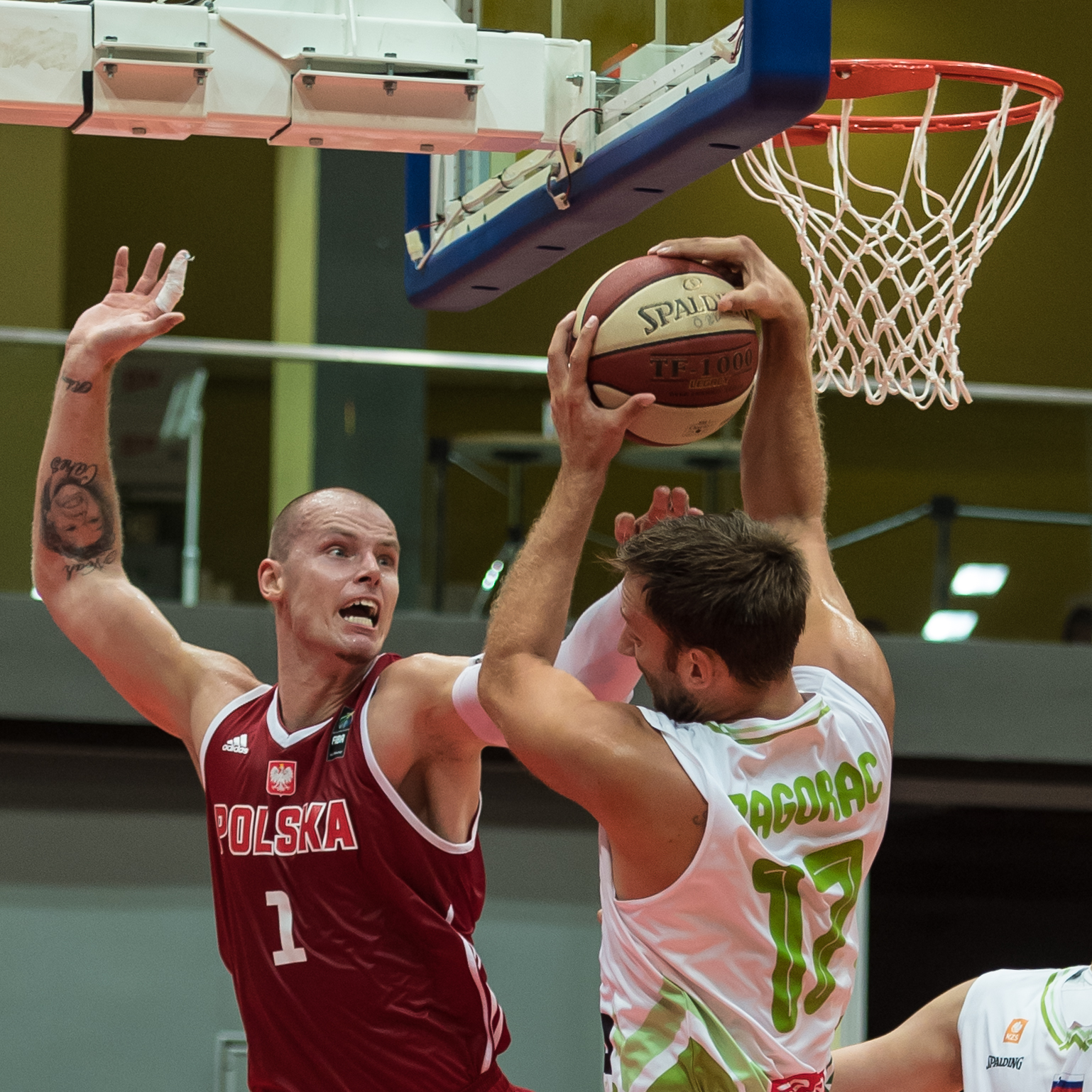
Maciej Lampe, znany polski silny skrzydłowy

Silny skrzydłowy (power forward, PF, 4) – zawodnik w koszykówce, który spędza dużą część meczu blisko kosza, prezentując siłowy styl gry i specjalizuje się w obronie podkoszowej i zbiórkach. Jego rola jest bardzo podobna jak środkowego. Silni skrzydłowi często są prawie tak wysocy i tak silni jak centrzy, lecz są zdecydowanie szybsi od nich. Rzucają także z większego dystansu niż centrzy – zazwyczaj są to rzuty z półdystansu. W dawnych latach, silni skrzydłowi rzucali tylko spod kosza, tak jak centrzy. We współczesnej grze, często są dobrzy także w rzutach za 3 punkty. Nadal jednak większość wykonywanych przez nich rzutów, to rzuty za 2 punkty.
W obronie przede wszystkim mają bronić kosza oraz skupiać się na zbiórkach. Podczas zbiórek blokują przeciwników i walczą z nimi w bezpośrednich starciach fizycznych. Często również stosują zasłony.
Znani silni skrzydłowi: Tim Duncan, Dennis Rodman, Karl Malone, Kevin Love, Blake Griffin, Anthony Davis, a w Polsce – Maciej Lampe oraz Damian Kulig.